# Боркі-Дружбінські
Боркі-Дружбінські (пол. Borki Drużbińskie) — село в Польщі, у гміні Пенчнев Поддембицького повіту Лодзинського воєводства.
Населення — 137 осіб (2011).
У 1975-1998 роках село належало до Серадзького воєводства.

## Демографія
Демографічна структура станом на 31 березня 2011 року:
|          | Загалом | Допрацездатний вік | Працездатний вік | Постпрацездатний вік |
| -------- | ------- | ------------------ | ---------------- | -------------------- |
| Чоловіки | 70      | 12                 | 47               | 11                   |
| Жінки    | 67      | 11                 | 37               | 19                   |
| Разом    | 137     | 23                 | 84               | 30                   |